# Folkehøjskole
 Der er for få eller ingen kildehenvisninger i denne artikel, hvilket er et problem. Du kan hjælpe ved at angive troværdige kilder til de påstande, som fremføres i artiklen.

En folkehøjskole er en form for kostskole, hvor eleverne bor, deltager i undervisning og indgår i et fællesskab med andre. Der er ingen eksamen, men fokus er på personlig udvikling, fællesskab og livslang læring. 
Eleverne kan selv vælge fag ud fra interesse, og der vil derudover være fælles aktiviteter som morgensamlinger.
Et ophold på en højskole kan variere fra 8 til 40 uger, men der tilbydes også kortere kurser på 1-2 uger, især om sommeren. 
Folkehøjskolerne i Danmark er frie til at definere deres eget værdigrundlag, og der findes mange forskellige slags. Nogle er almene og tilbyder et bredt udvalg af fag, mens andre er specialiserede inden for områder som musik, sport eller livsstil.
Højskolerne er åbne for folk i alle aldersgrupper, men de fleste elever på de lange kurser er unge mellem 18 og 25 år. De kortere kurser tiltrækker ofte voksne og seniorer.
I 2024 er der omkring 70 folkehøjskoler i Danmark. De er alle samlet i Folkehøjskolernes Forening i Danmark, som er medlems- og interesseorganisation. 

## Historie
Historien om højskolerne strækker sig tilbage til 1830’erne, hvor den danske teolog og filosof N.F.S. Grundtvig udviklede idéen om folkelig dannelse og oplysning. Den første folkehøjskole åbnede i Rødding i Sydjylland i 1844, og med tiden blev højskolebevægelsen en vigtig del af dansk kultur. 
Christen Kold spillede også en central rolle i udviklingen af højskolerne, særligt med sin skole i Ryslinge på Fyn fra 1851, der blev et forbillede for mange andre.
Efter nederlaget i 1864 oplevede højskolerne en opblomstring, hvor mange nye skoler blev grundlagt, inspireret af Grundtvigs idéer om dannelse og oplysning. 
Kolds måde at holde skole på blev forbilledet for de mange folkehøjskoler, som oprettedes efter 1864, da en mængde af unge mænd gik ud for at lære deres folk at drage styrke af ulykken. 1867 oprettedes 21 folkehøjskoler. Førerstillingen fik folkhøjskolen i Askov (Ludvig Schrøder og Bendix Conrad Heinrich Andersen Nutzhorn), i Vallekilde (Ernst Trier) og i Testrup (Jens Nørregård og Christopher Bågø). Så godt som alle arbejdere i folkehøjskolernes tjeneste var lærlinge af Grundtvig, både i kirkelig og folkelig henseende; det var hans tanker, der besjælede undervisningen, og selv de af "Bondevennerne" oprettede højskoler (Uldum ved Vejle og Hindholm ved Næstved) blev efterhånden draget ind i samme retning; kun den af Lars Bjørnbak 1857 oprettede folkehøjskole i Viby ved Århus bevarede et særlig "bjørnbaksk" præg. 1887 oprettede Indre Mission sin første folkehøjskole i Nørre Nissum, og oprettede senere folkehøjskoler i Haslev og Fårevejle på Sjælland, i Tommerup på Fyn og i Børkop, Rønde og Horne i Jylland. Baptisterne oprettede en statsgodkendt folkehøjskole i Gistrup ved Ålborg. 1910 oprettedes en socialdemokratisk folkehøjskole i Esbjerg og i 1969 oprettede FDF og FPF folkehøjskolen Silkeborg Højskole beliggende ved Silkeborg Langsø. I 1918 fandtes 63 statsgodkendte folkehøjskoler i Danmark. I 2006 er tallet 79.

## Økonomi og statistik
Som de danske folkehøjskoler er oprettede ved privat initiativ, ejes de af private eller aktieselskaber eller er som Askov Højskole en selvejende institution, men allerede 1851 begyndte staten at give dem et årligt tilskud på 4.000 kr, som siden steg.
1844—1917 har der været ca. 273.000 elever på folkehøjskoler og landbrugsskoler, der oprindeligt fungerede efter de samme principper som folkehøjskolerne. 1853—1854 var der 238 elever, 1862-1863 505, 1872-1873 3.091, 1882-1883 3.801, 1892-1893 5.036, 1902-1903 7.361, 1912—1913 8.038. I nyere tid har antallet af årselever ligget på ca. 5-7000 (2003-2004 4.899).
I de første mange år var den overvejende del af eleverne sønner og døtre af jordbrugere, der selv tog del i arbejdet på deres marker eller arbejdede for andre, eller af landsbyhåndværkere og landsbyskolelærere. 1915—1916 var 1.707 af karlene (ud af 2.878) og 1.447 af pigerne (af 2.745) fra gårdmandshjem, 483 af karlene og 466 af pigerne fra husmandshjem, 88 af karlene
og 81 af pigerne fra arbejderhjem, 276 af karlene og 275 af pigerne fra håndværkerhjem, de 800 øvrige fra de andre samfundslag; fra købstæder var 121 karle og 164 piger; understøttede af staten var 1.998. 
I København forsøgte Frederik Ferdinand Falkenstjerne (1880—1889) og Morten Pontoppidan (1891—1893) forgæves at drive en folkehøjskole. Først for Johan Borup lykkedes det. Fra 1891 udbød han undervisning og i 1926 åbnede Borups Højskole. Man oprettede også folkehøjskoler særlig beregnet på fiskere og søfolk, men de var ved deres arbejde i almindelighed hindrede i at besøge dem. Mere succes fik landbrugsskolerne og havebrugsskoler, der de første mange år fungerede under samme vilkår som folkehøjskolerne. I 1993 grundlagde en gruppe erhversfolk med Johannes Jensen i spidsen Højskolen Østersøen med det formål at sikre at danskerne var parate til at kommunikere med et Tyskland hvis indbyggertal netop var blevet øget med 16 millioner.

## Norge
I Norge forkyndtes Grundtvigs folkehøjskoletanker først af Ole Vig (død 1857). Den første folkehøjskole oprettedes 1864 på Sagatun af Herman Anker og Olaus Arvesen. Deres eksempel efterfulgtes snart af andre, frem for alle af Christoffer Bruun, hvis Folkelige Grundtanker (1878) blev et klassisk skrift for hele Nordens folkehøjskoler, og Viggo Ullmann. I 1870'erne rejstes en kamp mod folkehøjskolen som en "grundtvigsk indretning" og
1875 oprettedes offentlige amtsskoler for at kvæle de fri folkehøjskoler, og disse fik en tid trange kår; mest dog fordi deres ledende mænd blev revet ud i den politiske kamp. Situationen forandredes dog med tiden og 1918 var der 27 folkehøjskoler i Norge og 21 private ungdomsskoler (indremissionske folkehøjskoler). I dag findes der 80 norske folkehøjskoler.

## Sverige
I Sverige begyndte folkehøjskolebevægelsen 1867. Aftonbladets redaktør, doktor August Sohlman, var på en rejse blevet gjort opmærksom på dens betydning af C. Flor, og i sit blad, og i "Nordiska nationalföreningen" i Stockholm skildrede han de danske folkehøjskoler som noget, der burde efterlignes i Sverige, hvor nationalfølelsen trængte til at vækkes, og hvor almuens trang til oplysning var blevet følelig efter forfatningsændringen af 1866. 1868 oprettedes tre folkehøjskoler i Skåne: Folkhögskolan Hvilan (Leonard Holmström) og Önnestads folkhögskola (doktor Bergman) og i Östergötland Herrestad (doktor Gödecke), der flyttedes til Lunnevads Folkhögskola (Herman Odhner), senere Tärna folkhögskola i Västmanland med forstanderparret Teodor Holmberg og Cecilia Bååth-Holmberg. 1918 fandtes der 49 svenske folkehøjskoler, hvoraf 14 havde fællesundervisning for mænd og kvinder, mens de øvrige havde skole for mænd november-april og for kvinder maj—juli eller maj—august. 15 af skolerne havde et andetårskursus (Lantmannaskola). De fleste var oprettet af foreninger, nogle af landsting (amtsråd). I dag findes der 148 svenske folkehøjskoler.

## Finland
I Finland oprettedes den første folkehøjskole 1889 i Kangasala af Sofia Hagman, hvorefter unge akademikere, mænd og kvinder, gik ud over landet og arbejdede for sagen. Der dannedes garantiforeninger, som oprettede folkehøjskoler, og under store personlige opofrelser viede den akademiske ungdom sig til1 folkeoplysningen. Landdagen bevilgede en understøttelse på 30.000 mark for perioden 1891—1894 til folkehøjskoler, men zaren nægtede at stadfæste bevillingen; så oprettedes ved folkehøjskolerne en landbrugsafdeling for mænd og en husholdningsafdeling for kvinder – alle finske folkehøjskoler havde allerede da fællesundervisning – og til disse afdelinger blev der givet en statsunderstøttelse, der 1913—14 var på 44.3300 mark, hertil kom en understøttelse fra kommunerne på 74.944 mark. 1914 var der 27 folkehøjskoler med finsk sprog (1277 elever) og 14 med svensk sprog (417 elever).

## USA
Blandt de danske i USA oprettedes 1878 folkehøjskolen i Elk Horn i staten Iowa af nordmanden Ole Larson Kirkeberg, og folkehøjskoler blev herefter oprettet, hvor danske var samlede i større tal. Mest kendt er Grand View College Iowas hovedstad Des Moines, der blev oprettet 1896 som en udvidet folkehøjskole, hvor der tillige blev uddannet præster til danske menigheder inden for den daværende Danish Evangelical Lutheran Church of America.

## Andre lande
I England oprettede kvækerne en folkehøjskole i 1909, Fircroft College, i Bournville ved Birmingham.
I Tyskland begyndte professor Wilhelm Rein i Jena at arbejde for oprettelse af folkehøjskoler efter dansk mønster. I 1918 blev der åbnet en folkehøjskole i Jena, og med udgangen af 1920 var antallet af folkehøjskoler vokset til 90.
Det må særligt bemærkes, at i Tyskland er Volkshochschule betegnelsen på en aftenskole, VHS, og ikke det samme som en dansk folkehøjskole, der snarere skal oversættes til Heimvolkshochschule.